# Rhodospatha robusta
Rhodospatha robusta Sodiro – gatunek wieloletnich, wiecznie zielonych pnączy z rodziny obrazkowatych, endemicznych dla Ekwadoru, zasiedlających wilgotne lasy równikowe.
Gatunek ten znajduje się w Czerwonej księdze gatunków zagrożonych ze statusem zagrożenia „niedostatecznie rozpoznane” (DD – data deficient). Znany jest jedynie z pojedynczych lokalizacji.